# Christian Moser (Biathlet)
Christian Moser (* 3. Januar 1980) ist ein deutscher Crosslauf-Sommerbiathlet.
Christian Moser vom Verein Gambrinus Niedergeislbach gewann bei den Deutschen Meisterschaften im Sommerbiathlon 2007 in Oberhof seinen ersten Titel mit der Luftgewehr-Staffel Bayerns. Zudem wurde er Dritter im Massenstartrennen. Bei den Meisterschaften 2008 in Bayerisch Eisenstein gewann in den Wettbewerben mit dem Kleinkalibergewehr Silber hinter Steffen Jabin im Sprint sowie Bronze hinter Marcel Bräutigam und Tobias Giering im Massenstart und mit Nico Alt und Thomas Bauer mit der Staffel Bayerns. Mit dem Luftgewehr kam mit der Staffel Bayern I  an der Seite von Franz Staudhammer und Albert Hinterstoisser Silber hinzu. 2009 in Zinnwald gewann er hinter Wolfgang Kinzner und Robert Janikulla im Massenstartwettbewerb die Bronzemedaille und gemeinsam mit Frank Röttgen und Kinzner mit der Auswahl Bayerns im Staffelwettbewerb die Silbermedaille. Wenig später startete er in Oberhof erstmals bei Sommerbiathlon-Weltmeisterschaften und belegte dort die Plätze 38 im Sprint und 30 in der Verfolgung. 2010 gewann Moser im Kleinkaliber-Massenstart erneut einen deutschen Meistertitel und wurde zudem Vizemeister mit der Kleinkaliber-Staffel Bayerns.